# 41927 Bonal
41927 Bonal este o planetă minoră (asteroid), cu un diametru de 4,893 km, din centura de asteroizi. A fost descoperită pe 24 noiembrie 2000 la Stația Anderson Mesa de Lowell Observatory Near-Earth-Object Search și a fost numită după Lydie Bonal⁠(d). 
Obiectul prezintă o orbită caracterizată de o semiaxă mare de 3,0824176841125 UAi, o excentricitate de 0,16581407759456, o înclinație de 2,7448449525726 ° în raport cu ecliptica.